# Zonisamide
Zonisamide is een sulfonamide dat als anti-epilepticum toegelaten is voor adjunctieve therapie bij volwassenen met epileptisch insult, infantiel spasme, insulten bij het syndroom van Lennox-Gastaut en gegeneraliseerd tonisch clonisch insult.